# Ministère de l'Industrie pharmaceutique
Le ministère de l'Industrie pharmaceutique est un ministère du gouvernement algérien qui est chargé de superviser et de réglementer l'industrie pharmaceutique en Algérie.

## Historique
Le ministère de l'Industrie pharmaceutique a été créé en 2020. Ce nouveau ministère est né de la scission du ministère de l'Industrie et des Mines, qui était auparavant responsable de la réglementation de l'industrie pharmaceutique en Algérie.

## Rôle et responsabilités
Le ministère de l'Industrie pharmaceutique est responsable de la réglementation de l'industrie pharmaceutique en Algérie. Les principales responsabilités du ministère comprennent :
- La supervision et la réglementation de la production, de la distribution et de la vente de médicaments et de produits pharmaceutiques en Algérie.
- La promotion de l'investissement dans l'industrie pharmaceutique en Algérie, notamment par le biais de programmes de subventions et des incitations fiscales.
- La promotion de la recherche et du développement en matière de médicaments et de produits pharmaceutiques.
- La mise en place et la supervision de programmes de contrôle de la qualité et de la sécurité des médicaments et des produits pharmaceutiques.

De manière plus précise, les attributions du ministère sont définies par le décret exécutif n° 25-187 du 13 juillet 2025.

## Structure organisationnelle
Le ministère est dirigé par un ministre, nommé par le Président de la République d'Algérie. Le ministre peut être assisté par un ou plusieurs secrétaires d'État, nommés par le Président de la République sur proposition du Premier ministre.
Le ministère est organisé en plusieurs Directions centrales, chacune étant responsable d'un domaine spécifique de l'industrie pharmaceutique. Les Directions centrales sont elles-mêmes divisées en Services et Bureaux, qui sont responsables de la mise en œuvre des politiques et des programmes du ministère. L'organisation de l'administration centrale est définie par le décret exécutif n° 25-188 du  13 juillet 2025.

## Perspectives
Le ministère de l'Industrie pharmaceutique joue un rôle important dans le développement de l'industrie pharmaceutique en Algérie. Avec la création de ce ministère, le gouvernement algérien espère promouvoir l'investissement et la recherche en matière de médicaments et de produits pharmaceutiques, ainsi que renforcer les contrôles de qualité et de sécurité dans l'ensemble de l'industrie.
Suite à un remaniement ministériel, le ministère est intégré au ministère de l'Industrie et de la Production pharmaceutique en mars 2023. En février 2025, le ministère de l'Industrie pharmaceutique est à nouveau réinstallé.

## Ministres
- 4 janvier 2020 – 9 septembre 2022 : Lotfi Benbahmad
- 9 septembre 2022 - 18 mars 2023 : Ali Aoun
- Du 18 mars 2023 au 2 février 2025 : pas de ministère
- Depuis le 2 février 2025 : Ouassim Kouidri